# Allan Bohlin
Allan Bohlin (ur. 5 listopada 1907 w Sztokholmie, zm. 23 stycznia 1959 tamże) – szwedzki aktor filmowy. Na przestrzeni lat 1934 – 1956 wystąpił w 41 produkcjach.

## Wybrana filmografia
- Under falsk flagg (1935)
- Valfångare (1939)
- Kryzys (Kris) (1946)